# Georg von Kalckstein
Georg Julius Johann von Kalckstein (né le 5 juin 1849 à Wogau, arrondissement de Preußisch Eylau (de), Prusse-Orientale et mort le 13 juin 1925 à Romitten (de), Prusse-Orientale) est un lieutenant général prussien, grand propriétaire foncier et député de la Chambre des représentants de Prusse.

## Biographie

### Origine
Georg von Kalckstein est issu de la noble famille von Kalckstein. Il est le fils de l'administrateur de l'arrondissement de Preußisch Eylau (de) et député du Reichstag Willibald von Kalckstein et de son épouse Elisabeth Natalie, née Böhm (1814-1900)

### Carrière
Georg von Kalckstein étudie au lycée de Königsberg et s'engage le 14 avril 1867 en tant que volontaire de trois ans dans le 1er régiment à pied de la Garde. S'ensuit sa promotion au rang de Portepeefenrich à la mi-novembre 1867 puis sa nomination comme sous-lieutenant au début de juillet 1868. Du 20 juillet 1870 au 9 mai 1871, il est adjudant au 2e bataillon du 1er régiment de Landwehr de la Garde (Königsberg) et participe à la guerre franco-prussienne à ce poste. Il reçoit la croix de fer de 2e classe. Il est affecté à l'Académie de Guerre du 1er octobre 1873 au 30 juin 1874 puis est au 15e régiment d'artillerie de campagne jusqu'au 30 septembre 1875. Cela est suivi d'une autre affectation à l'Académie de guerre jusqu'au 22 juillet 1876. Le 20 mars 1876, il devient premier lieutenant surnuméraire puis, début mai 1876, il se voit attribuer un poste vacant pour son grade. Du 29 mars 1877 au 1er juillet 1877, il accompagne le ministre-résident Theodor Weber (1816-1893) à la cour du sultan du Maroc à Tanger. Il est ensuite adjudant du bataillon d'infanterie d'entraînement (Potsdam) jusqu'au 22 septembre 1879 et fut affecté au même poste à la 2e brigade d'infanterie de la Garde. Il y reste jusqu'à la mi-novembre 1880, mais est affecté au voyage d'entraînement de l'état-major général du corps de la Garde du 25 septembre 1880 au 10 octobre 1880. Le 16 novembre 1880, il devient adjudant de la 30e division d'infanterie avec le brevet du 20 mai 1874 et la position à la suite du 4e régiment à pied de la Garde, et est promu capitaine le 25 novembre 1880. Agrégé au régiment le 7 décembre 1880, il est d'abord muté au poste d'aide de camp personnel du prince Frédéric-Charles de Prusse, puis, à partir du 22 février 1881, il devint aide de camp personnel du prince lors de sa mutation à l'adjudance. À la mi-août 1884, il devient commandant de compagnie dans le 1er régiment de grenadiers de la Garde (Berlin). En 1894, il devient adjudant d'escadre de l'empereur Guillaume II.
Du 21 mars 1896 au 15 juin 1898, von Kalckstein commande le 1er régiment à pied de la Garde. Il devient ensuite commandant jusqu'au 22 avril 1902 de la 42e brigade d'infanterie et y est promu général de division. Du 14 novembre 1901 au 22 mai 1902, il est en outre chargé du commandement de la 13e division d'infanterie
En 1910, von Kalkstein est élu à la Chambre des représentants de Prusse
Vers la fin du XIXe siècle, les villages de Bönkeim (de) et Sossehnen (de) deviennent la propriété de Kalckstein, qui devient déjà propriétaire de Romitten (de) et y vit dans le château. Il succède à Romitten à Fritz von Kalckstein en 1902. Georg von Kalckstein continue à élargir ses avoirs.

### Famille
Georg von Kalckstein se marie avec Hildegard Maria Elisabeth Dorothea baronne von Tiele-Winckler (de) (1863-1940), sœur d'Eva von Tiele-Winckler (de) (1866-1930), le 3 octobre 1884 à Miechowitz